# Haetosmia brachyura
Haetosmia brachyura là một loài ong trong họ Megachilidae. Loài này được Morawitz miêu tả khoa học đầu tiên năm 1875.